# Granmora
Granmora är ett torp i Botkyrka socken och Botkyrka kommun. Torpet låg under Lindhovs gård och byggdes i slutet av 1600-talet som en knuttimrad enkelstuga. Strax väster om torpet ligger Söderby fornminnesområde.